# Лакаде
Лакаде́ (фр. Lacadée) — коммуна во Франции, находится в регионе Аквитания. Департамент — Атлантические Пиренеи. Входит в состав кантона Арти-э-Пеи-де-Субестр. Округ коммуны — По.
Код INSEE коммуны — 64296.

## География

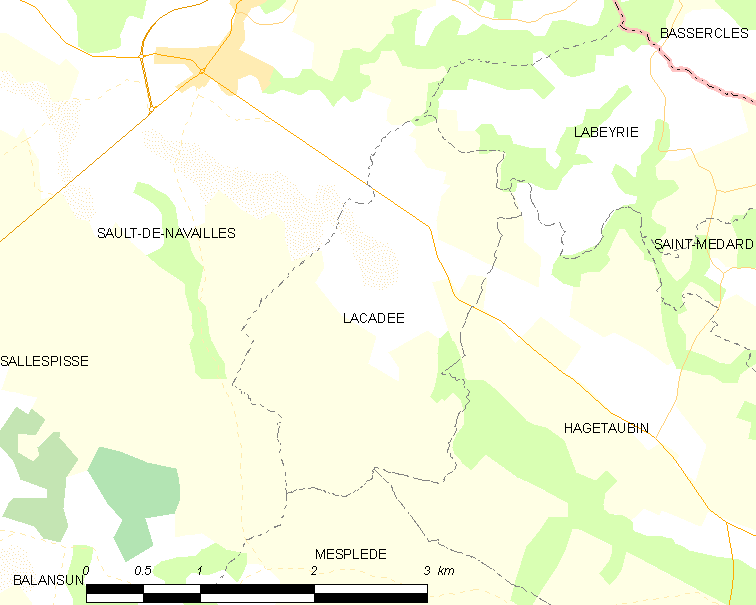
Карта коммуны

Коммуна расположена приблизительно в 640 км к югу от Парижа, в 145 км южнее Бордо, в 35 км к северо-западу от По.
На северо-востоке коммуны протекает река Люи-де-Беарн.

### Климат
Климат тёплый океанический. Зима мягкая, средняя температура января — от +5°С до +13°С, температуры ниже −10 °C бывают редко. Снег выпадает около 15 дней в году с ноября по апрель. Максимальная температура летом порядка 20-30 °C, выше 35 °C бывает очень редко. Количество осадков высокое, порядка 1100 мм в год. Характерна безветренная погода, сильные ветры очень редки.

## Население
Население коммуны на 2010 год составляло 137 человек.
| 1962 | 1968 | 1975 | 1982 | 1990 | 1999 | 2010 |
| ---- | ---- | ---- | ---- | ---- | ---- | ---- |
| 110  | 116  | 101  | 117  | 110  | 105  | 137  |

## Администрация
| Период | Период | Фамилия         | Партия | Примечания |
| ------ | ------ | --------------- | ------ | ---------- |
| 1995   | 2008   | Пьер Капдевьель |        |            |
| 2008   | 2020   | Мишель Жезер    |        |            |

## Экономика
В 2010 году среди 87 человек трудоспособного возраста (15-64 лет) 64 были экономически активными, 23 — неактивными (показатель активности — 73,6 %, в 1999 году было 74,2 %). Из 64 активных жителей работали 63 человека (35 мужчин и 28 женщин), безработным был 1 мужчина. Среди 23 неактивных 9 человек были учениками или студентами, 10 — пенсионерами, 4 были неактивными по другим причинам.